# Церковь Симеона и Анны (Санкт-Петербург)
Це́рковь Симео́на и А́нны (полное название — церковь Святых праведных Симеона Богоприимца и Анны Пророчицы) — приходской православный храм в Санкт-Петербурге, на углу улиц Белинского и Моховой, памятник архитектуры, один из старейших храмов города. Относится к Центральному благочинию Санкт-Петербургской епархии Русской православной церкви. Бывший капитульный храм ордена Святой Анны.
Настоятель — митрофорный протоиерей Олег Скобля. Староста — Владимир Кехман.

## История
Церковь Симеона и Анны близ берега реки Фонтанки была тезоименитским храмом императрицы Анны Иоанновны. Первая деревянная церковь на этом месте заложена в 1712 году и освящена в 1714 году в честь рождения дочери Петра I — Анны. Над южным порталом церкви красуется картуш с личным гербом императрицы Анны Иоанновны. Построена в период с 1728 по 1734 год по проекту архитектора Михаила Земцова.
От названия церкви происходят прежние наименования улицы Белинского и моста Белинского — Симеоновские.
Церковь примечательна тем, что в целом выдержана в традициях стиля петровского барокко, но с показательным для времени политической реакции и застоя аннинского периода русской истории, отходом от новаций петровской эпохи к старорусским традициям. Вместо башенного (западноевропейского) типа колокольни, как в Петропавловском соборе, Земцов использовал ярусный тип колокольни и жёстко отграничил на старорусский лад объём трапезной. Одновременно в архитектуре церкви заметны элементы классицизма. Помощником Земцова на строительстве церкви был Иван Бланк, лепку интерьера осуществил тессинец Иньяцио Лодовико Росси.
27 января 1734 года состоялось торжественное освящение новой трёхпридельной каменной церкви с 47-метровой колокольней. Шпиль колокольни водружён голландским мастером Германом ван Болесом.
Главный алтарь освящён во имя Симеона Богоприимца и Анны Пророчицы, правый — во имя Архангела Михаила, а левый — Ефрема Сирина. Основной объём завершён высоким световым барабаном, увенчанным гранёным куполом сложного рисунка. Четырёхъярусный резной иконостас по рисунку архитектора исполнил резчик Конрад Ган, лепку сделал Игнатий Росси, образа написали художники Андрей Матвеев и Василий Василевский при участии Василия Ерошевского, Александра Захарова и А. М. Поспелова, работавших в придворной конторе.
В 1772 году в церкви был устроен ещё один придел во имя Святого Великомученика Евстафия Плакиды, упразднённый в 1802 году. В 1803—1808 годах архитектором Михаилом Выборовым были пристроены ризница и часовня.
До 1802 года церковь была придворной.
Являлась орденской церковью ордена Святой Анны. В ней с 1829 года заседала Кавалерская дума ордена Святой Анны.
С 1848 по 1867 год настоятелем храма являлся протоиерей Алексий Лавровский.
В 1869—1872 годах расширена и обновлена архитектором Георгием Винтергальтером, в частности, над ризницей был устроен ещё один придел во имя иконы Божией Матери «Троеручицы» (начало XVIII века, ныне в Никольском морском соборе), освящённый 17 (29) октября 1871 года.
С 1868 года действовало общество вспоможения бедным, содержавшее детский приют и богадельню.
В январе 1938 года церковь была закрыта, её имущество и убранство разграблены, а помещение приспособлено под склад. В 1951—1954 годах реставрирована, в 1980-х годах приспособлена под метеорологический музей.
С весны 1991 в храме, частично возвращенном верующим, начаты богослужения. По договорённости с Ленсоветом и управляющим епархией, митрополитом Санкт-Петербургским и Ладожским Иоанном (Снычёвым) принято решение храм возвратить верующим. Освящение храма митрополитом Иоанном состоялось 1 января 1995 года.

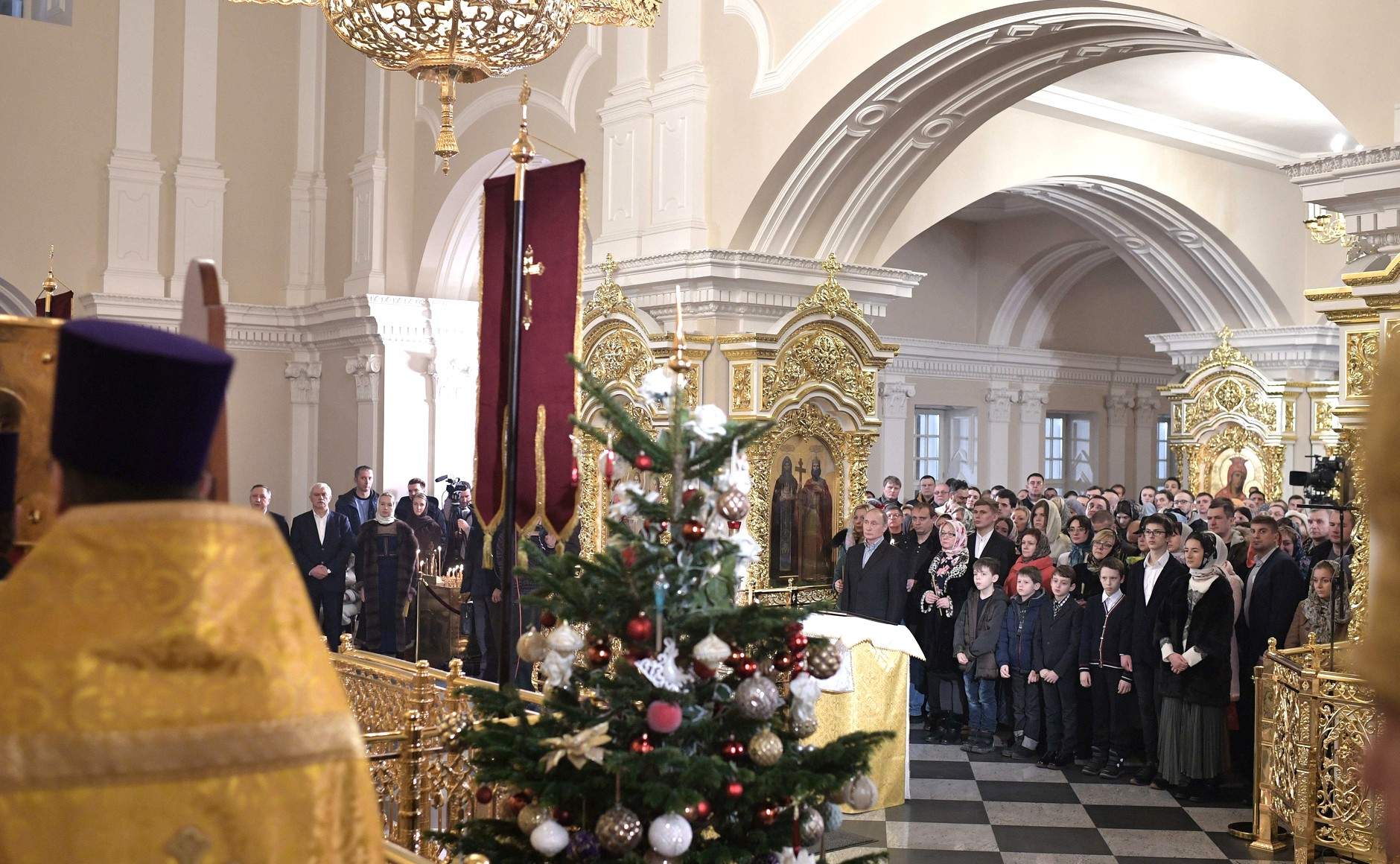
Рождественское богослужение в церкви святых и праведных Симеона Богоприимца и Анны Пророчицы (2018)

В 1996—2013 годах была проведена масштабная реставрация здания. Восстановленный храм малым чином освятил 13 сентября 2013 года патриарх Кирилл. Великий чин освящения главного придела храма совершил 15 февраля 2017 года митрополит Санкт-Петербургский и Ладожский Варсонофий (Судаков).
В настоящее время храм является приходским, имеет пять приделов:
- главный придел во имя святых праведных Симеона Богоприимца и Анны Пророчицы;
- придел во имя преподобного Ефрема Сирина;
- придел во имя святого архистратига Михаила;
- обособленный придел в честь иконы Божией Матери, именуемой «Троеручица»;
- нижний придел храма во имя святителя Николая Чудотворца (цокольный этаж).